# Forêt d'Hesdin
La forêt d'Hesdin est une forêt domaniale des Hauts-de-France, située dans le département du Pas-de-Calais, au nord de la commune d'Hesdin, environ à équidistance des villes de Saint-Pol-sur-Ternoise et du Touquet-Paris-Plage, au confluent de la Ternoise et de la Canche.
D'une superficie de 1 014 hectares, elle constitue la 4e forêt du département de par sa taille et un massif forestier de rang national, notamment dû à la beauté de ses hêtraies. C'est une forêt gérée par l'Office national des forêts (ONF).

## Géographie

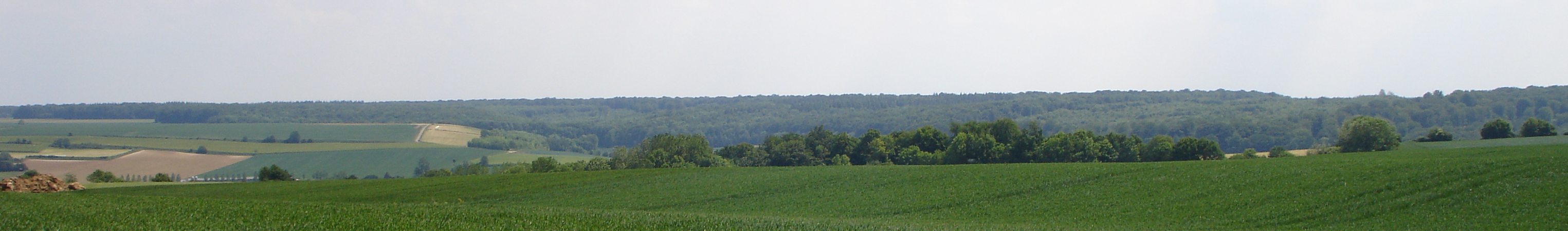
Panorama de la forêt domaniale d'Hesdin depuis le GR121 à Contes.

La majorité de l'espace occupé par la forêt est située sur la commune de Huby-Saint-Leu.
La forêt domaniale d'Hesdin est de type hêtraie dégradée développée sur sols superficiels crayeux et limoneux.
Elle s'étend sur la partie sommitale du versant nord dominant les vallées de Canche et de la Ternoise. Les sols de ce talus sont crayeux tandis que les sols de la partie implantée sur le plateau sont limoneux jusqu'au village de La Loge, dans sa partie sud-est (Carte IGN de la forêt d'Hesdin au 1:32000).

## Histoire

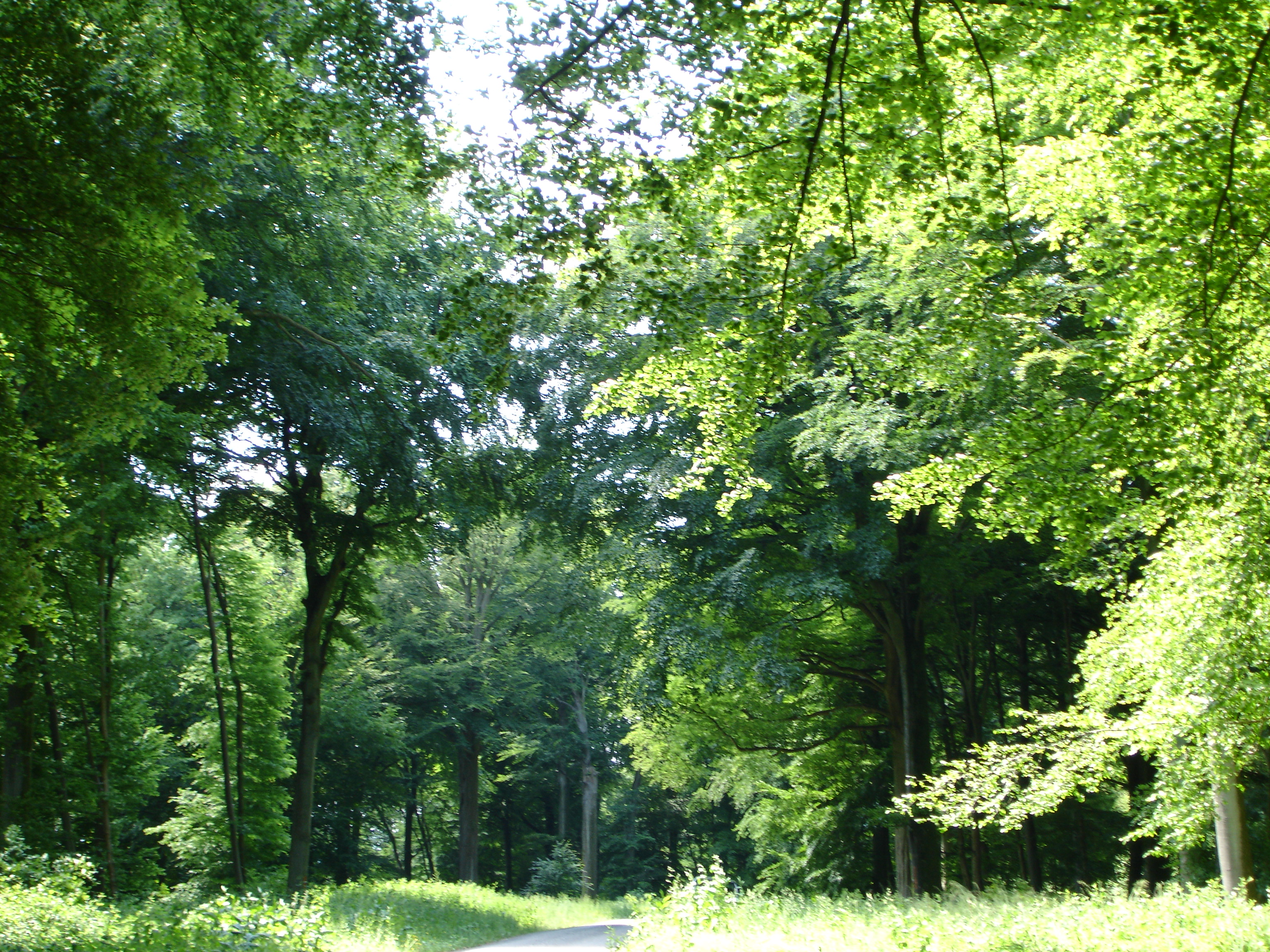
Variété des essences de la forêt d'Hesdin dans le sous-bois du secteur de la Jatte.

Ce massif était l'un de ceux qui dans le nord de la France médiévale abritaient des « parcs seigneuriaux » tenant lieu de « réserves cynégétiques ». et parfois en quelque sorte de « zoo ».
Ces parcs d'élevage de gibier en forêt sont mieux connus des historiens de la France septentrionale et du centre où l'habitude d'archiver les comptes a été plus précoce, et où pour des raisons historiques ces comptes ont souvent pu être mieux conservés.
Le « parc à gibier d'Hesdin » a néanmoins pu être rétrospectivement étudié par l'historien François Duceppe-Lamarre pour la période comprise entre le milieu du XIIIe siècle et la fin XVe siècle, en le comparant à la réserve cynégétique de la forêt de Mormal, également située dans le nord de la France à la même époque, mais plus à l'est dans le Hainaut. Selon les archives disponibles, une trentaine d'espèces d'animaux sauvages étaient ainsi conservés dans le Parc de la forêt d'Hesdin ainsi que des chevaux et chiens élevés en semi-liberté. Le loup, la loutre et le renard et les aigles (balbuzards pêcheurs ?) figuraient à cette époque parmi les mal-aimés de la faune sauvage ; ils étaient généralement bannis de tels parcs, mais les comptes mentionnent néanmoins le loup dans celui d'Hesdin. Selon les documents retrouvés par F. Duceppe-Lamarre le parc à gibier d'Hesdin avec ses 2 000 ha de bois et de zones humides cernés de murailles de calcaire (calcaire extrait dans de petites carrières creusées à proximité) devait être l'un des plus grands de la région. On peut en évaluer la richesse et les coûts par quelques indices quantitatifs à partir de 1285 (soit plus tôt que pour la réserve cynégétique de Mormal (en raison d'une lacune de documents écrits le concernant avant les années 1330 dans le Hainaut). Selon les comptes datant de l'époque de Robert II et de Mahaut d'Artois parmi les animaux du parc à gibier d'Hesdin figuraient au moins un castor, des chats sauvages, des loups, un ours, des « porcs-sangliers ». Et, outre un buffle et un chameau achetés par le prince et qui témoignaient probablement aussi de son prestige, le parc contenait une volière.
Les murs en ont été abattus par les soldats de Charles Quint en 1553 et il n'en reste que peu de traces en raison notamment des défrichements (réduction de 50 % de la forêt d'Hesdin) et des aménagements sylvicoles qui ont suivi.
Depuis le Moyen Âge, le massif a perdu environ la moitié de sa taille. Un certain nombre de bois environnants correspondent à des lambeaux forestiers de l'ancien massif défriché lors de deux principales phases. Une période ancienne de 1150 à 1250 et une seconde phase au cours de la seconde partie du XIXe siècle en raison du développement de la culture betteravière. La forêt domaniale d'Hesdin n'a pas échappé au régime de la conversion déployé au XIXe siècle. Ce régime consistait en un "traitement transitoire permettant de passer d'un peuplement à l'état de taillis-sous-futaie à un peuplement de futaie constitué des mêmes essences feuillues principales que le taillis-sous-futaie de départ".  Ainsi, ce sont 1 016 hectares qui furent planifiés à cet aménagement à partir de 1882. En forêt d'Hesdin, les forestiers préférèrent augmenter la présence du chêne qui ne représentait, à cette date, que 10 % des réserves tandis que le hêtre comptait pour 56 % des réserves.
Depuis 1973, sa superficie a eu tendance à encore légèrement diminuer, passant de 1 021 à 1 014 hectares actuellement.

## Faune et flore
Elle est riche autant en bois (charme, chêne et surtout hêtre) ainsi qu'en gibier.

## Arbres remarquables
- Le « chêne de la Vierge » au « carrefour du Commandeur ».